# Platone (esarca)
Platone (cit. 646; fl. VII secolo) è stato un politico bizantino, esarca d'Italia dal 646 al 648 ca.

## Biografia
Platone fu esarca di Ravenna in un periodo incerto tra il 645 e il 649.
Rivestito della dignità di patrizio, contribuì a far ritrattare all'ex patriarca di Costantinopoli, Pirro I, l'abiura del monotelismo che questi aveva compiuto a Roma, di fronte a papa Teodoro I. 
Tornato a Costantinopoli prima della fine del 649, divenne consigliere dell'imperatore Costante II per questioni inerenti alla chiesa romana. 
Nel 653, al tempo del processo a papa Martino I, si trovava ancora nella capitale imperiale. Nulla si conosce riguardo alla sua morte.